# CA Atlanta
CA Atlanta is een Argentijnse voetbalclub uit Villa Crespo, een stadsdeel van Buenos Aires. Ten tijde van het amateurtijdperk speelde de club 19 seizoenen in de hoogste klasse.

## Bekende (oud-)spelers
- Norberto Conde
- Pedro Benítez